# Klášter minoritů (Staré Město)
Klášter minoritů na Starém Městě při kostele sv. Jakuba je původně gotický objekt a s datem založení mezi roky 1228–1232 je jedním z nejstarších klášterů v českých zemích. Nachází se na Starém Městě pražském v městské části Praha 1 v ulici Malá Štupartská čp. 635/6.
Chrám i klášter patří mezi významné historické památky Prahy. Jsou zde zastoupeny architektonické styly od gotiky až po vrcholné baroko. Od roku 1958 je klášter s kostelem chráněn jako kulturní památka.

## Dějiny kláštera

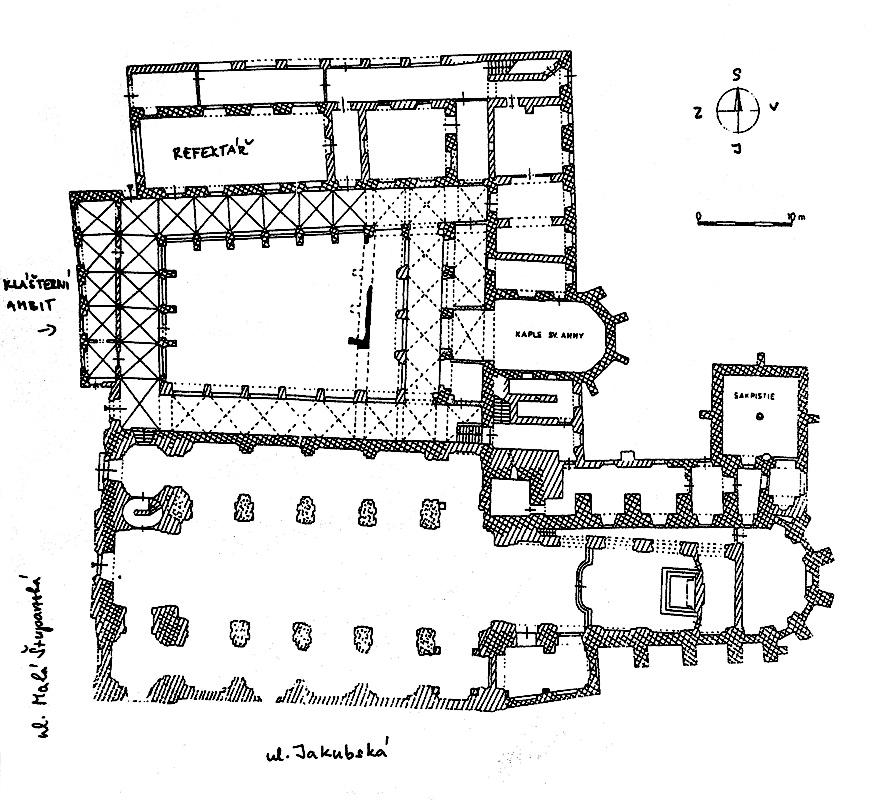
Půdorys kláštera s kostelem

Minoritský klášter na Starém Městě vznikl při kostele sv. Jakuba Většího po roce 1228, snad v roce 1232 nebo 1233. Řád menších bratří františkánů-minoritů získali zdejší dvorec od krále Václava I. a záhy začal s přestavbou objektu na klášter. Výstavba ve slohu gotiky v její rané a vrcholné fázi probíhala v několika etapách až do sedmdesátých let 14. století, protože v roce 1316 klášter postihl ničivý požár. Ve 14. století zaujímal komplex minoritů rozsáhlou plochu, součástí byla také zahrada a „suchý“ mlýn poháněný koňským zápřahem.
Klášter v průběhu 13. a 14. století podporovali sami čeští panovníci, zřejmě nejvýznamnější událostí v rámci českých dějin pak byla v roce 1311 svatební hostina českého krále Jana Lucemburského se svou nastávající manželkou, českou královnou Eliškou Přemyslovnou, a roku 1337 s Beatrix Bourbonskou.
Klášterní Andělská zahrada - Hortus Angelicus je spojena se jménem Angela z Florencie, osobním apatykářem Karla IV., který založil rozlehlou bylinkovou zahradu, jež dosahovala od kláštera až k dnešní Jindřišské ulici. Karel IV. ve zdejší zahradě údajně rád pobýval, stejně jako později jeho syn Václav IV. Během svého pobytu v Praze v roce 1356 ji prý navštívil také básník Francesco Petrarca, kterému je v klášteře věnován salón.
V době husitského plenění byl jako jeden z mála českých klášterů ušetřen, ale ani po skončení husitských válek nebyla ekonomická situace příliš dobrá. Řád byl po návratu do objektu nucen část budov pronajmout či prodat. Dalšího stavebního rozvoje a renesančních úprav se klášter dočkal až na konci 16. století.
Po roce 1620 začali minorité klášter přestavovat a upravovat v raně barokním stylu. Práce trvaly až do šedesátých let 17. století. Hlavním důvodem stavebních úprav byly vzdělávací a misijní úkoly řádu v procesu rekatolizace Čech. V roce 1622 zde založili bohosloveckou kolej sv. Bonaventury.
Roku 1689 kostel a část kláštera vyhořela a k dalšímu požáru kláštera došlo roku 1754. Poté byl v letech 1754–1767 opraven v pozdně barokním slohu. V roce 1784 došlo ke zrušení kláštera a část budov byla prodána.  
Ve čtyřicátých letech 20. století se začalo s rekonstrukcí zbývajících budov a významná část rekonstrukce byla provedena v osmdesátých letech 20. století.

## Popis

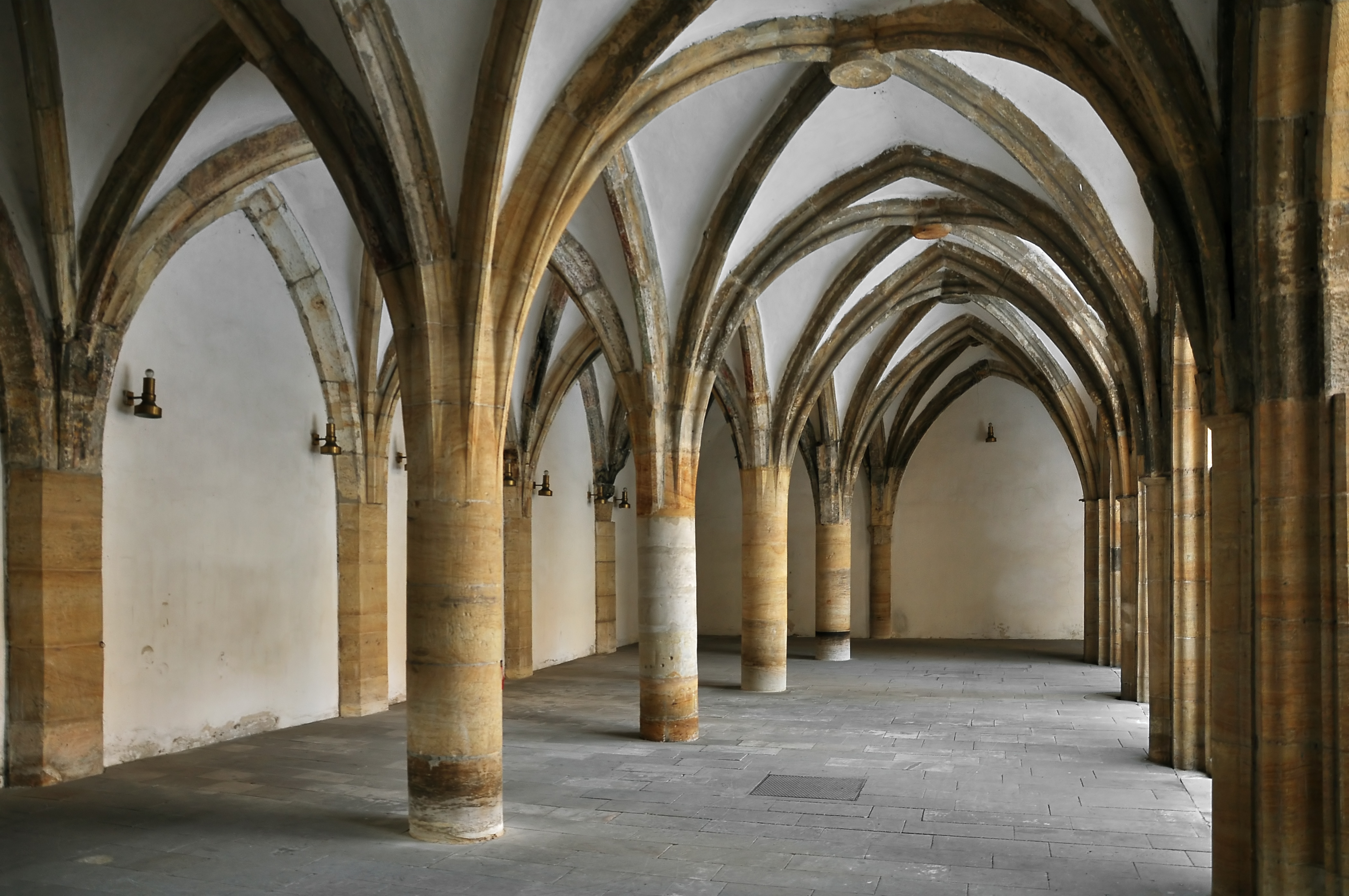
Ambit kláštera s gotickou klenbou

Původně poměrně rozsáhlý komplex budov při chrámu sv. Jakuba se do dnešních dnů zachoval jen částečně. Součástí areálu je také zahrada Hortus Angelicus-Andělská zahrada. Ta je spojena s osobním apatykářem Karla IV., Angelo z Florencie, který založil rozlehlou bylinkovou zahradu, která od kláštera dosahovala až k dnešní Jindřišské ulici. Karel IV. prý ve zdejší zahradě rád pobýval, stejně jako později jeho syn Václav IV. Během svého pobytu v Praze v roce 1356 ji údajně navštívil také básník Francesco Petrarca, kterému je v klášteře věnován salonek.
Z ulice kryjí vchod do ambitu celkem nenápadné, ale cenné dveře z roku 1665 s řezbami sv. Františka a sv. Antonína Paduánského. Dochovanou část tvoří budovy kolem obdélníkového rajského dvora. V rajském dvoře je umístěna studna. Ve středověku se jednalo o tzv. suchou studnu, která nikdy nezamrzala. Část dvorních fasád je tvořena gotickými a barokními arkádami s půlkruhovými oblouky. Nejstarší část stavby tvoří románské sklepení.

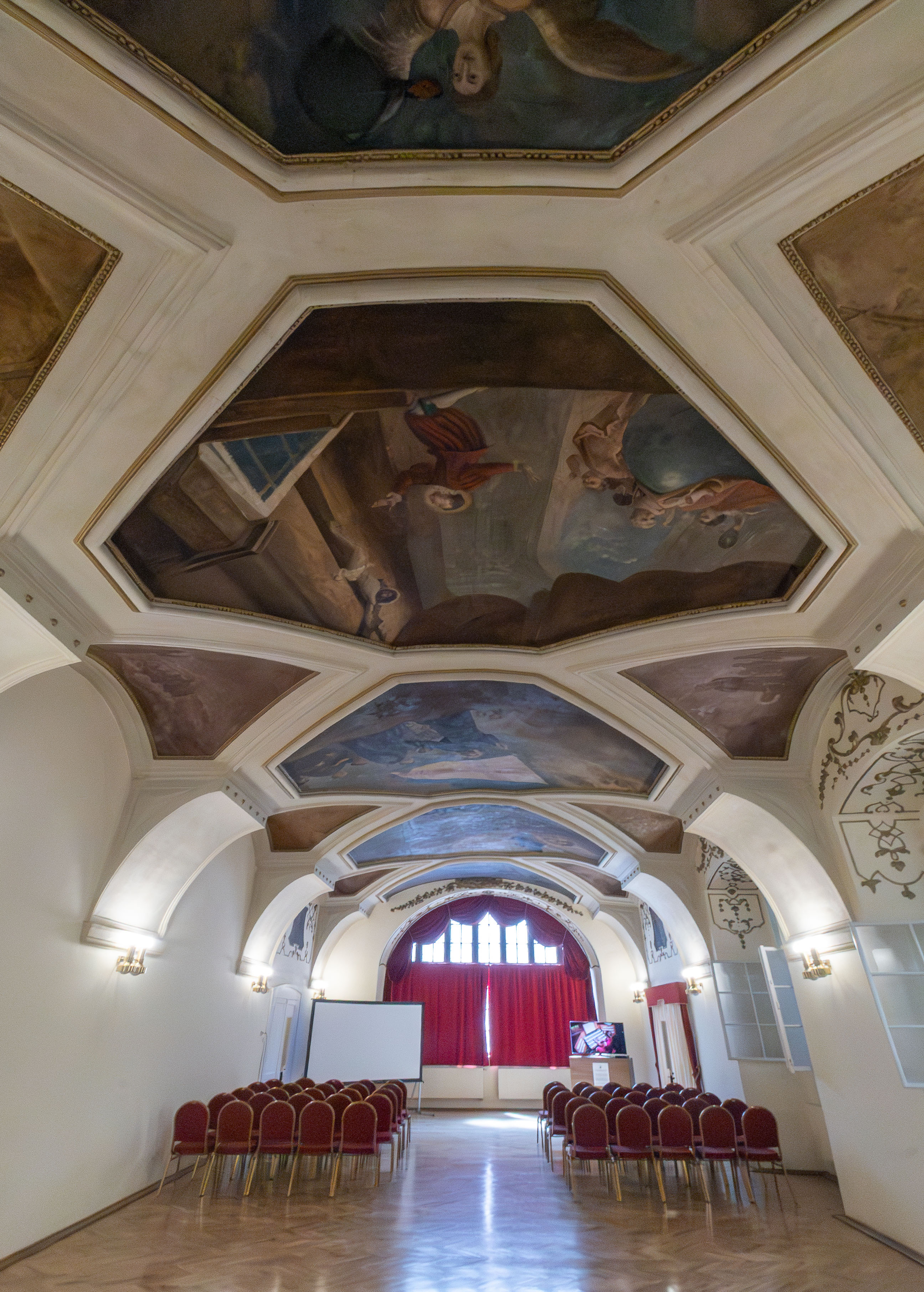
Sál Jana Lucemburského, někdejší zimní refektář kláštera

Jižní a západní část ambitu vznikla po barokní přestavbě. Západní část představuje unikátní dvojlodní prostor klenutý křížovými žebrovými klenbami. Netypická dispozice podobná honosné vstupní síni dává tušit, že klášter sloužil i jako královské či šlechtické sídlo. Tento prostor byl v minulosti otevřen arkádami do ulice. Při archeologickém výzkumu se prokázalo, že stejnou dispozici měla před požárem z roku 1689 i východní strana ambitu. Na východě přiléhá k ambitu původně gotická kaple sv. Anny z roku 1323, později barokně přestavěná. Na severu se nachází barokní zimní refektář (Sál Jana Lucemburského) a nad ním je umístěn letní refektář. Severní část konventu, obsahující zbytky raně gotických kleneb byla přestavěna klasicistně a od roku 1841 sloužila vzdělávacím činnostem. Interiéry zdobí fresky z třicátých let 18. století od Františka Vogety, inspirované životem sv. Františka z Assisi.